# Goatmoon
I Goatmoon sono una one-man band black metal finlandese, formata ad Helsinki nel 2002.

## Stile musicale
I Goatmoon sono un progetto puramente black metal. Spesso influenzano i loro brani aggiungendo melodie derivanti dai generi Folk/Pagan Metal per rappresentare al meglio i temi dei loro testi.

## Ideologia
Le principali tematiche della band sono folklore nordico, guerra e inverno. Particolarmente nota è la prensenza di contenuti antisemiti ed un forte inneggio alla razza ariana in diversi testi dei loro brani. Goatmoon è considerata, attualmente, come una delle band di spicco nella scena NSBM.

## Membri
- BlackGoat Gravedesecrator (Jaakko Lähde) - voce, chitarra, batteria, basso, tastiere (in studio)

## Discografia
Album in studio
- 2004 - Death Before Dishonour
- 2007 - Finnish Steel Storm
- 2011 - Varjot
- 2014 - Voitto tai Valhalla
- 2017 - Stella Polaris
- 2023 - What Once Was... Shall Be Again

Album dal vivo
- 2010 - Hard Evidence - Illegal Live Activities 2009

EP
- 2009 - Goatmoon
- 2013 - Tahdon riemuvoitto

Demo
- 2002 - Demo 1
- 2002 - Demo 2
- 2002 - Demo 3
- 2003 - Demo CD-R 1
- 2003 - Demo CD-R 2
- 2003 - Demo 4
- 2003 - Demo 5
- 2003 - Demo 6